# Astrolepis sinuata
Astrolepis sinuata là một loài thực vật có mạch trong họ Pteridaceae. Loài này được (Lag. ex Sw.) D.M. Benham & Windham mô tả khoa học đầu tiên năm 1992.

## Hình ảnh

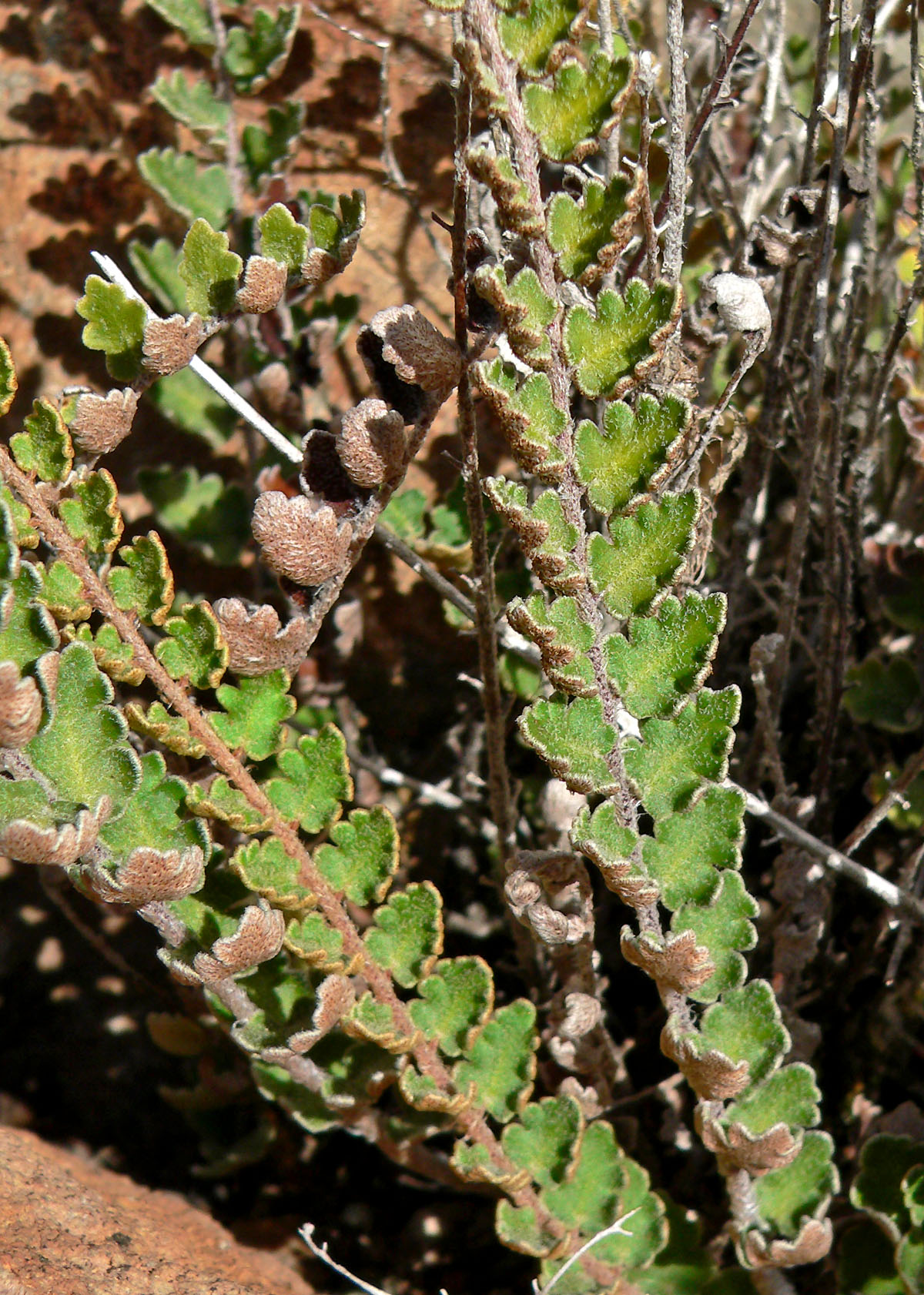